# Huchenneville
Huchenneville är en kommun i departementet Somme i regionen Hauts-de-France i norra Frankrike. Kommunen ligger i kantonen Moyenneville som tillhör arrondissementet Abbeville. År 2022 hade Huchenneville 681 invånare.

## Befolkningsutveckling
Antalet invånare i kommunen Huchenneville
| Referens: INSEE |